# UC-60号潜艇
陛下之UC-60号艇是德意志帝国海军于第一次世界大战期间建造的其中一艘UC-II型近岸布雷潜艇或称U艇。它由但泽的帝国船厂承建，于1916年11月8日新船下水，至1917年6月25日交付使用。其全长50.5米，水面及水下排水量分别为415吨和498吨，艇载武器则包括三具鱼雷发射管、六具水雷滑射槽以及一门88毫米口径甲板炮。UC-60号入役后曾先后被部署至驻波罗的海的库尔兰区舰队和驻基尔的训练区舰队，并参与了大西洋潜艇战。通过其仅有的一次巡逻，共击沉1艘容积总吨为1426吨的俄国货轮。战后，根据对德停战协定的要求，该艇于1919年2月23日被引渡至英国哈维奇正式投降，至1921年在雷纳姆拆解报废。

## 设计
1915年秋天，由于中立国美国的干预，U艇战几乎陷入停顿，导致德国广泛开展《国际法》所允许的水雷战，从而使布雷潜艇的需求量相应增加。德意志帝国海军潜艇监察局（Inspektion des U-Bootwesens）的开发部门留意到了这一点，遂以UB-II型为基础，按照兼顾布雷效率和生产速度的要求，以41号工程的名义设计了UC-II型潜艇。为了弥补前型UC-I型的缺陷，UC-II型艇不仅更大，而且采用双轴推进系统。然而，与前型最主要的区别在于，UC-II型艇重新运用了双壳体结构。但它并非纯粹的双体潜艇，而是一种中间过渡型；因为外层没有封闭耐压壳体，而是作为鞍形水柜附在上方。
UC-60号是64艘UC-II型方案的其中一艘。这个亚型的艇体结构与UB-II型类似，但体积更大，全长为50.5米，并有3.61米的吃水深度；由于不再考虑铁路运输的装载限界，舷宽也得以增至5.22米。其水上和水下排水量分别为415吨和498吨。艇只采用两台戴姆勒六缸四冲程600匹公制馬力（440千瓦特）柴油机用于水面运行，以及两台620匹公制馬力（460千瓦特）的BBC电动发电机用于水下航行；水面最高航速11.6節（21.5每小時），水下7.3節（13.5每小時）；能够在水面以7節（13每小時）航速续航9,450海里（17,500），或以4節（7.4每小時）连续在水下航行52海里（96）而无需充电。其潜没需时约为30秒，能够在50米的深度下运作。
作为布雷潜艇，UC-60号改将六具布雷滑射槽安装在艇体前部，每具储存井内的水雷数量增至3枚，即合共18枚UC200型水雷。布雷时只需将存储井底部的盖板打开，水雷便可凭借自身重量滑入水中。随着滑射槽长度增加，艇体艏楼的上层建筑被抬高，上层建筑与司令塔之间的凹陷处布置了一门88毫米30倍径速射炮作为甲板炮。但由于位置相对较低，火炮甲板在恶劣海况下很容易被涌浪淹没。此外，UC-60号还装备有三具500毫米鱼雷发射管，这极大提升了潜艇的攻击能力。其中艇艏两具外置在两侧、艇艉一具则为内置式，并可搭载合共7枚G6型鱼雷。其标准船员编制为3名军官及23名水兵。

## 历史
1916年1月12日，在海军元帅阿尔弗雷德·冯·提尔皮茨的倡议下，国家海军办公室分别向五家德国造船厂发包第三批次的UC-II型潜艇。UC-60号因此成为但泽帝国船厂承建的第六艘UC级潜艇，建造编号为42。它于1916年3月31日动工、同年11月8日新船下水，至1917年6月25日在曾执掌UB-33号的艇长、海军中尉瓦尔德马尔·冯·菲舍尔的指挥下交付使用，随即展开海试。完成海试后，该艇先是于1917年9月1日被编入驻利鲍的库尔兰区舰队，自同年11月26日起又转配至驻基尔的训练区舰队。
在库尔兰区舰队服役期间，UC-60号参与了大西洋潜艇战。在其仅有的一次作战巡逻中，曾取得过一项战功，即1917年10月16日在埃克奈斯对开的芬兰湾击沉了由俄罗斯帝国海军征用、容积总吨为1426吨的轮船埃斯特号（Est）。而当转配至训练区舰队后，该艇便再无参与任何前线任务。战后，根据对德停战协定的要求，UC-60号于1919年2月23日被引渡至英国哈维奇正式向协约国投降，并由英国海军部作价750英镑售予T·W·沃德公司，至1921年在雷纳姆拆解报废。

## 袭击历史摘要
| 日期           | 船名     | 船籍           | 吨位 | 结局 |
| -------------- | -------- | -------------- | ---- | ---- |
| 1917年10月16日 | 埃斯特号 | 俄罗斯帝国海军 | 1426 | 击沉 |

## 脚注
1. 1 2 3 4  Helgason, Guðmundur. . German and Austrian U-boats of World War I - Kaiserliche Marine - Uboat.net.   [2009-02-23].
2. ↑  Tarrant，第173頁.
3. 1 2 3  Gröner 1991，第31-32頁.
4. 1 2  Helgason, Guðmundur. . German and Austrian U-boats of World War I - Kaiserliche Marine - Uboat.net.   [2015-03-04].
5. ↑  陈进，第48頁.
6. ↑  . Navypedia.   [2022-09-16]. （原始内容存档于2023-01-20）.
7. ↑  陈进，第46頁.
8. ↑  NARS，第XXVI頁.
9. ↑  Helgason, Guðmundur. . German and Austrian U-boats of World War I - Kaiserliche Marine - Uboat.net.   [2022-11-10].
10. ↑  Dodson & Cant，第131頁.
11. ↑  Helgason, Guðmundur. . German and Austrian U-boats of World War I - Kaiserliche Marine - Uboat.net.   [2015-03-01].